# Махашев, Исрафил
Исра́фил (Исрапил) Маха́шев (1992 год, Чечня, Россия) — российский боец смешанных единоборств, чемпион Чеченской Республики по MMA, призёр Кубка России по кикбоксингу (раздел К-1), член бойцовского клуба «Беркут». Выступал в весовой категории до 100 кг. Его дебютный бой состоялся 30 марта 2014 года в Грозном. Махашев за полторы минуты первого раунда нокаутом победил азербайджанца Джумарина Мурадова. Всего по состоянию на 2014 год на счету Махашева пять боёв, из которых он выиграл три (все нокаутом) и проиграл два (оба сдачей).

## Статистика
| Результат | Дата       | Состязание                   | Соперник           | Страна      | Раунд  | Время | Метод                 |
| --------- | ---------- | ---------------------------- | ------------------ | ----------- | ------ | ----- | --------------------- |
| Поражение | 7.09.2014  | PROFC 54 — «Вызов Чемпионов» | Султан Муртазалиев | Россия      | 1 из 2 | 4:02  | Болевой (треугольник) |
| Поражение | 22.06.2014 | ACB — Гран-при Беркут 9      | Зелимхан Умиев     | Россия      | 1 из 3 | 2:19  | Удушение              |
| Победа    | 25.05.2014 | ACB — Гран-при Беркут 8      | Эрадж Холов        | Таджикистан | 2 из 2 | 2:20  | Нокаут                |
| Победа    | 20.04.2014 | ACB — Гран-при Беркут 6      | Иосиф Михнюк       | Беларусь    | 2 из 2 |       | Остановка доктором    |
| Победа    | 30.03.2014 | ACB — Гран-при Беркут 4      | Джумарин Мурадов   | Азербайджан | 1 из 2 | 1:32  | Нокаут                |